# پایگاه کودیاک، آلاسکا
پایگاه کودیاک (به انگلیسی: Kodiak Station) شهری در بخش کودیاک آیلند ایالت آلاسکا است که جمعیت آن در سرشماری سال ۲۰۰۰ میلادی ۱۸۴۰ نفر بوده‌است.